# Manufacturing Execution System
Con Manufacturing Execution System (MES) si indica un sistema informatizzato che ha la principale funzione di gestire e controllare la funzione produttiva di un'azienda. La gestione coinvolge il dispaccio degli ordini, gli avanzamenti in quantità e tempo, il versamento a magazzino, nonché il collegamento diretto ai macchinari per dedurre informazioni utili ad integrare l'esecuzione della produzione come a produrre informazioni per il controllo della produzione stessa.
Dunque, un MES è un sistema software che viene applicato per gestire in maniera integrata ed efficiente il processo produttivo di un’azienda, attraverso collegamenti diretti alle macchine (PLC/SCADA) o dichiarazioni manuali degli operatori che stanno lavorando. Queste informazioni vengono fornite in tempo reale agli uffici che hanno una visione completa dell’avanzamento degli ordini, dello stato fisico delle risorse e dei materiali impiegati. Inoltre, alcuni software permettono di trasmettere i dati al sistema gestionale già presente in azienda (sistema ERP).

## Funzioni principali
Il MESA (Manufacturing Enterprise Solutions Association), è stato il primo ente a definire quali sono gli aspetti imprescindibili di un software MES.
La caratteristica principale è la capacità di allineare la gestione aziendale e la produzione per evitare le differenze tra il livello di pianificazione e quello realmente attivato. Oggi questo è possibile soltanto rendendo il più efficiente possibile il sistema produttivo di ogni fase della filiera e in merito a tutte le sue risorse: macchine e operatori.
Tra le funzioni di un sistema MES possiamo elencare:
- Raccolta dati;
- Controllo e avanzamento delle fasi di produzione;
- Gestione delle risorse di produzione;
- Tracciabilità del prodotto e stato della macchina;
- Monitoraggio dei pezzi in produzione.[1]

## Le differenze
Nonostante il MESA fornisca le linee guida per riconoscere un sistema MES adeguato per i propri obiettivi aziendali, il modo in cui questi si integrano con le soluzioni informatiche già presenti in azienda, può ad esempio differenziare un prodotto da un altro.
Da un’analisi fatta su un campione di realtà produttive è emerso che i software MES possono differenziarsi principalmente per:
1. Completezza funzionale;
2. Capacità di integrazione con i sistemi informativi già in uso (ERP etc);
3. Configurazione e adattabilità alle logiche produttive specifiche del cliente.

Il MES fornisce la struttura per realizzare il prodotto come è richiesto dal reparto vendite. Infatti, Il MES monitora in tempo reale le attività svolte, gli operatori coinvolti, le macchine utilizzate ed eventuali fermi macchina, le specifiche del prodotto e i tempi di produzione.  Inoltre, il MES fornisce i dettagli per tracciare i componenti, gestire la qualità, fornire i risultati ERP necessari alla gestione dell’inventario e delle implicazioni finanziarie. Il MES, dunque, raccoglie dati validi utili all’operatore nella fase di produzione in modo da costruire un prodotto di elevata qualità. Integrando i diversi sistemi ERP, MES, PLM è possibile analizzare e monitorare, in tempo reale, le fasi della produzione. Quindi, con l’integrazione è possibile controllare inventario, ordini e risorse; monitorare le attività svolte, gli operatori coinvolti, le macchine utilizzate ed eventuali fermi macchina; identificare la causa degli errori/anomalie e intervenire.